# 福泽站
福泽站是石家庄地铁1号线的地铁车站，位于中华人民共和国河北省石家庄市正定县新城大街与华安东路交叉口，为1号线东端终点站，亦是石家庄地铁系统最北端车站，于2019年6月26日开通运营。

## 车站结构
福泽站位于新城大街与华安东路交叉口，沿新城大街呈南北向布置，为地下两层岛式站台车站，车站长274.2米，标准段宽22.1米，车站地下一层为站厅层，地下二层为站台层，站台设置全高站台门。车站北侧设有一条存车线，供列车折返使用。
| 地面              | 出入口 | A、B、C、D出入口                                                                          |
| 地下一层          | 站厅   | 客服中心、自动售票机、验票机                                                              |
| 地下二层          | 站台   | \| \| \| █ 1号线落客 \| \| 島式 · 開左邊车门 \| \| \| \| \| \| █ 1号线往西王（园博园） \| |
|                   |        | █ 1号线落客                                                                               |
| 島式 · 開左邊车门 |        |                                                                                           |
|                   |        | █ 1号线往西王（园博园）                                                                   |

## 车站出口
福泽站共有4个出入口，各出口及周围设施如下所示：
| 出口编号                             | 照片 | 地点                               | 可到达目的地               |
| ------------------------------------ | ---- | ---------------------------------- | -------------------------- |
| 出口 · A · 升降机标志 · 扶手电梯标志 |      | 新城大街（东侧），华安东路（北侧） |                            |
| 出口 · B · 扶手电梯标志              |      | 新城大街（东侧），华安东路（南侧） | 河北医科大学正定新校区     |
| 出口 · C · 扶手电梯标志              |      | 新城大街（东侧），华安东路（南侧） | 石家庄市公安局正定新区分局 |
| 出口 · D · 扶手电梯标志              |      | 新城大街（西侧），华安东路（北侧） |                            |
| 註： 設有 \| 設有扶手電梯            |      |                                    |                            |

## 接驳交通

### 公交车
- 福泽(东上泽)：130路，142路，522路，526路，副526路

## 历史
车站建设时期工程名为天元湖站，开通前确定以福泽站作为车站正式名称。
- 2019年6月26日，本站随1号线二期南段通车一同开通[1]。
- 2020年1月29日，受新冠疫情影响，车站暂停运营[3]。3月16日，车站恢复运营[4]。
- 2021年1月9日，受新冠疫情影响，车站暂停运营[5]。2月19日，车站恢复运营[6]。
- 2022年8月28日，受新冠疫情影响，车站暂停运营[7]。9月6日，车站恢复运营[8]。